# New Forest National Park
Nyskovens Nationalpark (engelsk: New Forest National Park) er en nationalpark og et Ramsarområde i det sydøstlige England.
Nationalparken ligger overvejende i New Forest District i det sydvestlige Hampshire. To små områder ligger dog i det sydvestlige England (i Wiltshire og i Dorset).
Nationalparken ligger mellem Bournemouth og Southampton på Englands sydkyst.

## Videnskabeligt område
I 1959 fik de centrale dele af Nyskoven status om et «område af særlig videnskabelig interesse» (Site of Special Scientific Interest eller SSSI) på grund af din biologiske og geologiske egenart.
Med sine 28.947,37 hektar (71.528.95 acres) er Nyskoven det syvende største SSSI-område i England.

## Ramsarområde
I 1993 blev et 16 kvadratkilometer stort område erklæret for Ramsarområde.

## Nationalparken
Nationalparken blev oprettet i 2005. Før dette år dækkede de beskyttede områder 380 kvadratkilometer (150 square miles).
De beskyttede områder blev udvidet med omkring 181 kvadratkilometer, så nationalparken i dag dækker et 566 kvadratkilometer stort område.

## Kongeligt jagtområde
I den angelsaksiske tid hed området Ytene. Dette ord er beslægtet med jyde.
Omkring år 1079 inddrog Vilhelm Erobreren området til kongelig jagtmark. Ved denne lejlighed blev befolkningen fordrevet fra 20 landsbyer og fra mange enkeltgårde.
To af Vilhelm Erobrerens sønner (prins Richard (født ca. 1054 – død mellem 1069 og 1075) og Vilhelm den Røde (ca. 1056 – 1100)) døde i Nyskoven.
Nyskoven (Nova Foresta) er den skov, der beskrives grundigst i Dommedagsbogen fra 1086.

## Forvaltning
De 90 procent af Nyskoven, som er krongods, har siden 1923 været forvaltet af skovstyrelsen (Forestry Commission).
Fra 2006 sker forvaltningen i samarbejde med nationalparkmyndigheden (New Forest National Park Authority).

## New Forest pony
New Forest-ponyen er en pony-race, der stammer fra Nyskoven. Der findes stadig halvvilde New Forest-ponyer i Nyskoven.

## Eksterne kilder og henvisninger
- Wikimedia Commons har flere filer relateret til New Forest National Park

- New Forest National Park Authority
- Officielt websted for besøgende

50°52′N 1°34′V / 50.87°N 1.57°V